# Karl Vannieuwkerke
Karl Roger Gerard Vannieuwkerke (Ieper, 19 januari 1971) is een Vlaamse sportverslaggever, presentator en schrijver van boeken en columns.

## Verslaggever
Vannieuwkerke werkte eerst als freelance verslaggever voor de krant Het Volk. Halverwege de jaren 90 verschenen in Vlaanderen regionale televisiezenders en zo kon hij in 1994 aan de slag als sportverslaggever en nieuwslezer bij het West-Vlaamse FocusTV.
In 1997 werd hij naar de openbare Vlaamse omroep VRT gehaald door toenmalige chef-sport Marc Stassijns. Daar ging hij verder werken als live-sportverslaggever en presentator van sportprogramma's. Daar richtte hij zich op tennis, maar vooral op wielrennen, met live-wedstrijdcommentaar, live-commentaar vanop de motor en presentatie van onder andere avondprogramma's rond de Ronde van Frankrijk. In 1998 won hij de Sportpersprijs voor zijn jaaroverzicht van de Ronde van Frankrijk, Het epos van de Tour. Sinds het jaar 2005 presenteert hij op Eén populaire talkshows, onder meer Vive le vélo over de Ronde van Frankrijk met bekende gasten, eerst vanuit de studio en later vanaf een locatie in de buurt van de aankomst van de rit van die dag.
Sinds 1998 presenteert hij ook de VRT-programma's rond het EK en het WK voetbal.
In 2013 trok hij samen met Bart Van Loo door Frankrijk voor de Eén-reeks God in Frankrijk.
In juni 2014 maakte Karl voor Radio 2 het programma Karl & Kompany, over het WK voetbal. Dat jaar was hij ook te zien als presentator van de Eén-quiz De 12de man.
In september 2015 kwam van Karl Vannieuwkerke de roadtrip Merci Merckx op Eén. Daarin ging hij wereldwijd op zoek naar de erfenis die Eddy Merckx ons naliet. Hij verplaatste zich hierbij te voet, per fiets en met openbaar vervoer. De tocht liep van België naar Nederland over Frankrijk naar Italië en zelfs in Mexico hield Vannieuwkerke halt. Daar vestigde Merckx immers een werelduurrecord.
In 2016 presenteerde hij opnieuw De 12de man. In juni 2016 kwam De zomer van Lucien op tv, waarin hij met Lucien Van Impe - Tourwinnaar in 1976 - en Eddy Planckaert door Frankrijk trok. In juni 2016 was hij ook de host van omkaderingen tijdens het EK voetbal 2016 op televisie en was hij presentator van het praatprogramma Panenka!, dat eveneens in het teken stond van het EK voetbal. Vanaf september 2016 werkt hij ook voor Play Sports, een digitale televisiezender van Telenet, waar hij wekelijks een grote sportwedstrijd omkadert met een panel van vier gasten. Eind 2016 presenteert hij op Eén een vierdelig eindejaarsoverzicht van de zomer op sportief vlak onder de naam Sportzomer 2016.
In 2022 presenteert hij Vive le vélo, leve de Ronde, naar analogie met Vive le vélo bij de Tour de France, maar hier over de Ronde van Vlaanderen en beperkt tot vier dagen.

### Overzicht van programma's
- Wereldbekermagazine (1998)
- Studio Sydney (2000)
- Het Groot Verzet (2001)
- RonDeRonde (2004)
- Vive le vélo (2005-heden)
- Studio Peking (2008)
- Wieleruitzendingen bij de klassiekers en WK veldrijden
- Wielercommentaar
- Tenniscommentaar
- Het Journaal
- Theatervoorstellingen over de koers en sport samen met Les Supappes (Wielerjaar 2006, Wielerjaar 2007, Wielerjaar 2008, Wielerjaar 2009, Helden in de Sport)
- WK voetbal (1998 t/m 2018)
- EK voetbal (2012, 2016)
- Olympische Spelen (2000 t/m 2016)
- Ryder Cup (2012, 2016)
- Tegen de Sterren op (2013)
- God in Frankrijk met Bart Van Loo (2013)
- God in Frankrijk, de Groote Oorlog met Wouter Deprez (2014)
- De 12de man (2014, 2016)
- Karl & Kompany (2014)
- Merci Merckx (2015)
- De zomer van Lucien (2016)
- Panenka! (2016)
- Play Sports (Telenet, 2016-heden)
- Sportzomer 2016 (2016)
- Vive la vie! (2020)
- Vive le vélo, leve de Ronde (2022)
- The Masked Singer (2024) - als Mister Withlove

## Boeken
Op 30-jarige leeftijd werd Vannieuwkerke zelf actief als wielrenner op amateurniveau. Hij schreef over zijn liefde voor de fiets onder andere Renner willen worden (2005). In 2006 verscheen zijn tweede boek, Sjas Patat. Een jaar later kwam Surplas. In 2010 is zijn vierde boek uitgekomen, Sportduivel.

## Theater
In de winter van 2006-2007 trekt Karl Vannieuwkerke samen met les Supappes door Vlaanderen met een theatervoorstelling over wielrennen, Wielerjaar 2006, een voorstelling voor wie van wielrennen houdt en voor wie er een hekel aan heeft. De voorstelling zorgt overal voor uitverkochte zalen en werd ook uitgezonden op televisie (Sporza). Ook de opvolger Wielerjaar 2007 was een groot succes (overal uitverkocht). Wielerjaar 2008 ging op 26 november 2008 in première. Ook Wielerjaar 2009 trok uitverkochte zalen. En in de winter van 2011-2012 was er de tournee Helden in de Sport, zestig voorstellingen over de sporthelden van Karl Vannieuwkerke. In de winter van 2012-2013 kwam er een beperkte herneming van Helden in de Sport.

## Tsunamibenefiet
In januari 2005 organiseerde Karl Vannieuwkerke in zijn woonplaats Diksmuide een groot fietsevenement ten voordele van de slachtoffers van de tsunami in Zuidoost-Azië. De actie bracht meer dan 25.000 euro op. Uit die actie vloeide het Natour Broker Criterium van Diksmuide voort, een wedstrijd die in 2005 en 2006 telkens gewonnen werd door Tom Boonen. In 2007 won Belgisch Kampioen Stijn Devolder voor Tom Boonen en Danilo Di Luca. In 2008 was Óscar Freire de beste en in 2009 won Thor Hushovd.

## Privé
Karl is zelf een verwoede sportbeoefenaar. Hij verdedigde jaren het doel bij de jeugd van KVK Ieper, speelde ook heel lang tennis op een hoog niveau en is tweevoudig vice-Belgisch kampioen cyclobal. In 2002 werd hij in Zolder vice-wereldkampioen wielrennen bij de journalisten. Vannieuwkerke is ook een golfer met single handicap.
Karl Vannieuwkerke woont in Beerst bij Diksmuide. In oktober 2014 werd bij Vannieuwkerke speekselklierkanker vastgesteld. Daar is hij van hersteld.
Vannieuwkerke heeft vier kinderen uit twee relaties.